# Guido Guidi (photographe)
Pour les articles homonymes, voir Guidi.
Guido Guidi (né en 1941 à Cesena) est un photographe italien,.

## Biographie
Guido Guidi commence à photographier en noir et blanc à la fin des années 1960.

## Expositions
- 2014 : Veramente, 16 janvier–27 avril 2014 à la Fondation Henri Cartier-Bresson.

## Ouvrages

### Publications by Guidi
- Per Strada (Mack, London 2018)  (ISBN 978-1-912339-17-4)
- Dietro Casa. Oakland, CA: TBW Books, 2018.  (ISBN 978-1-942953-33-3).
- Annual Series 6, Book 1. Guidi, Gregory Halpern, Jason Fulford, and Viviane Sassen each had one book in a set of four. Edition of 1000 copies.
- Le Corbusier - 5 Architectures (Kehrer Verlag, Heidelberg 2018)  (ISBN 978-3-86828-833-9).
- Appuntamento a Firenze (Walther König, Köln 2018)  (ISBN 978-3-96098-280-7).
- Verum Ipsum. (Skinnerboox, 2017). Edition of 800 copies.
- Guardando a Est / Looking East (Walther König, Köln / Linea di Confine, Rubiera 2015)  (ISBN 978-88-88382-22-7).
- Veramente. London: Mack, 2014.  (ISBN 9781907946608). Text by Marta Dahó.
- Monte Grappa 1985-1988 (Osservatorio Fotografico, Ravenna 2014).
- Preganziol 1983 (Mack, London 2013).
- Cinque paesaggi, 1983-1993 (Postcart / ICCD, Roma 2013)
- A Seneghe, Mariangela Gualtieri e Guido Guidi (Perda Sonadora Imprentas, Seneghe 2012)
- La figura dell’Orante. Appunti per una lezione (Edizioni del bradipo, Lugo 2012)
- Carlo Scarpa: Brion. (Hatje Cantz, Ostfildern 2011). Edited by Antonello Frongia. With a text by Guidi and an essay by Frongia.  (ISBN 978-3775726245).
- Fiume (Fantombooks, Milano 2010)
- A New Map of Italy. (Loosestrife Editions, Washington 2011).  (ISBN 0-9753120-4-9). With texts by Gerry Badger and Marlene Klein. Edition of 1500 copies.
- Due Giorni, Cavallino-Treporti (Cavallino-Treporti Fotografie 2010)
- Vol. I, Guido Guidi e Vitaliano Trevisan (Electa, Milano 2006)
- Bunker. Along the atlantic wall (Electa, Milano 2006)
- Guido Guidi. PK TAV 139+500 (Linea di Confine, Rubiera 2006)
- Guido Guidi. 19692004 (San Fedele Arte, Milano 2004)
- Atri 05.03 (Linea di Confine, Rubiera 2003)
- Rubiera: Linea di Confine, 2003.
- Le Corbusier, Scritti, a cura di Rosa Tamborrino (Einaudi, Milano 2003)
- In Between Cities. Un itinerario attraverso l’Europa 1993/1996. (Electa, Milano 2003). Edited by Marco Venturi and Antonello Frongia. With texts in Italian and English by Louise Désy, Antonello Frongia, Roberta Valtorta and Marco Venturi.
- Strada ovest 04.02 (Linea di Confine, Rubiera 2002)
- Mies in America, edited by Phyllis Lambert (CCA / Whitney Museum of American Art, New York 2001)
- SS9. Itinerari lungo la via Emilia (Linea di Confine, Rubiera 2000)
- Carlo Scarpa, Architect: Intervening with History, edited by Nicholas Olsberg (CCA / Monacelli Press, New York 1999)
- Varianti (Art&, Udine 1995)
- Rimini Nord (Musei comunali, Rimini 1992)
- Laboratorio di fotografia 1 (Linea di Confine, Rubiera 1989)
- Guido Guidi (Galleria dell'immagine, Rimini 1983)